# Fäktning vid olympiska sommarspelen 2000
Fäktningen vid de olympiska sommarspelen 2000 i Sydney, Australien, bestod av tio grenar. Fäktningen hölls i Sydney Convention and Exhibition Centre.

## Medaljfördelning
| Medaljfördelning |           |      |        |       |        |
| Placering        | Nation    | Guld | Silver | Brons | Totalt |
| 1                | Italien   | 3    | 0      | 2     | 5      |
| 2                | Ryssland  | 3    | 0      | 1     | 4      |
| 3                | Frankrike | 1    | 4      | 1     | 6      |
| 4                | Sydkorea  | 1    | 0      | 1     | 2      |
| 5                | Rumänien  | 1    | 0      | 0     | 1      |
| 5                | Ungern    | 1    | 0      | 0     | 1      |
| 7                | Tyskland  | 0    | 2      | 3     | 5      |
| 8                | Schweiz   | 0    | 2      | 0     | 2      |
| 9                | Kina      | 0    | 1      | 1     | 2      |
| 10               | Polen     | 0    | 1      | 0     | 1      |
| 11               | Kuba      | 0    | 0      | 1     | 1      |

## Samtliga medaljörer

### Damer
| Klass                           | Guld                                                                       | Silver                                                                     | Brons                                        |
| Florett, individuellt Detaljer… | Italien Valentina Vezzali                                                  | Tyskland Rita Koenig                                                       | Italien Giovanna Trillini                    |
| Florett, lag Detaljer…          | Italien Diana Bianchedi Giovanna Trillini Valentina Vezzali                | Polen Sylwia Gruchała Magdalena Mroczkiewicz Anna Rybicka Barbara Wolnicka | Tyskland Sabine Bau Rita Koenig Monika Weber |
| Värja, individuellt Detaljer…   | Ungern Tímea Nagy                                                          | Schweiz Gianna Hablützel-Bürki                                             | Frankrike Laura Flessel-Colovic              |
| Värja, lag Detaljer…            | Ryssland Karina Aznavurjan Oksana Jermakova Tatjana Logunova Marija Mazina | Schweiz Gianna Hablützel-Bürki Sophie Lamon Diana Romagnoli                | Kina Li Na Liang Qin Yang Shaoqi             |

### Herrar
| Klass                           | Guld                                                                         | Silver                                                              | Brons                                                                |
| Florett, individuellt Detaljer… | Sydkorea Kim Young-Ho                                                        | Tyskland Ralf Bissdorf                                              | Ryssland Dmitrij Sjevtjenko                                          |
| Florett, lag Detaljer…          | Frankrike Jean-Noel Ferrari Brice Guyart Patrice Lhotellier Lionel Plumenail | Kina Dong Zhaozhi Wang Haibin Ye Chong                              | Italien Daniele Crosta Gabriele Magni Salvatore Sanzo Matteo Zennaro |
| Värja, individuellt Detaljer…   | Ryssland Pavel Kolobkov                                                      | Frankrike Hugues Obry                                               | Sydkorea Lee Sang-Ki                                                 |
| Värja, lag Detaljer…            | Italien Angelo Mazzoni Paolo Milanoli Maurizio Randazzo Alfredo Rota         | Frankrike Jean-François di Martino Hugues Obry Éric Srecki          | Kuba Nelson Loyola Carlos Pedroso Ivan Trevejo                       |
| Sabel, individuellt Detaljer…   | Rumänien Mihai Claudiu Covaliu                                               | Frankrike Mathieu Gourdain                                          | Tyskland Wiradech Kothny                                             |
| Sabel, lag Detaljer…            | Ryssland Sergej Sjarikov Aleksej Frosin Stanislav Pozdnjakov                 | Frankrike Mathieu Gourdain Julien Pillet Cedric Seguin Damien Touya | Tyskland Dennis Bauer Wiradech Kothny Alexander Weber                |

## Deltagande länder
Totalt 217 fäktare (134 herrar och 83 damer) från 40 länder deltog.
| - Algeriet (2) - Argentina (3) - Australien (7) - Österrike (6) - Belarus (4) - Brasilien (1) - Kanada (4) - Chile (1) - Kina (13) - Colombia (2) | - Kuba (11) - Egypten (5) - Estland (4) - Frankrike (16) - Tyskland (18) - Storbritannien (3) - Ungern (13) - Israel (1) - Italien (17) - Japan (4) | - Kazakstan (5) - Kuwait (1) - Kirgizistan (1) - Lettland (1) - Norge (3) - Polen (10) - Portugal (1) - Puerto Rico (1) - Rumänien (5) - Ryssland (15) | - Serbien och Montenegro (1) - Sydkorea (7) - Spanien (4) - Sverige (1) - Schweiz (5) - Tunisien (1) - Ukraina (10) - USA (8) - Uzbekistan (1) - Venezuela (1) |